# لیسربروک
لیسربروک (به هلندی: Lisserbroek) یک منطقهٔ مسکونی در هلند است که در هارلمرمیر واقع شده‌است. لیسربروک ۳٬۵۷۹ نفر جمعیت دارد.